# Meritaton
Meritaton, auch Merit-Aton, war eine altägyptische Prinzessin der 18. Dynastie und erstgeborene Tochter von Pharao Echnaton und seiner Großen königlichen Gemahlin Nofretete. Ihre Stellung nach dem Tod ihres Vaters ist umstritten.

## Leben
Ihre Kindheit verbrachte sie höchstwahrscheinlich in Theben, später in Achet-Aton („Horizont des Aton“), auch Amarna genannt, der dem Gott Aton geweihten neu gegründeten Hauptstadt ihres Vaters. Ihr Vater, Pharao Echnaton, war der Sohn von Amenophis III. und hatte um das Jahr 1350 v. Chr. den Thron bestiegen, als er radikal in den Staatskult eingriff. Mit seiner Hauptfrau Nofretete verbannte er sämtliche Götter – bis auf einen: den Sonnengott Aton. Ihn stellte er an die Spitze des Götterhimmels.

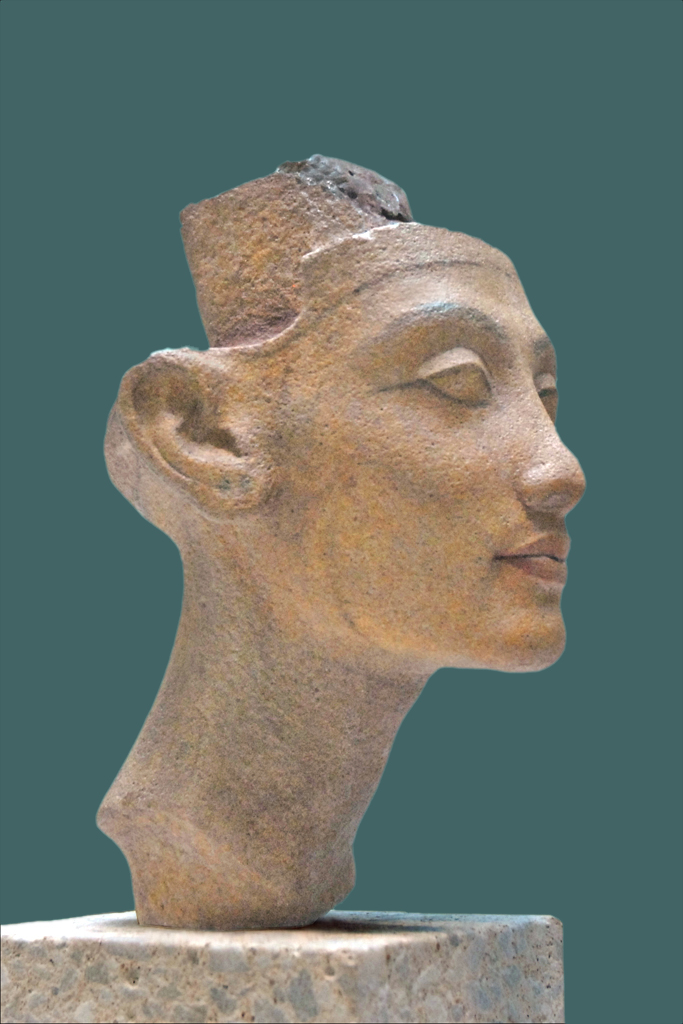
Kopf einer Königin im Amarnianischen Stil (Nofretete oder Merit-Aton), Neues Museum, Berlin.

Mit neun oder zehn Jahren starb ihre jüngere Schwester Maketaton. Meritaton wird als „Mayati“ in zwei Amarna-Briefen genannt.
König  Burna-Buriasch II. von Babylon sandte ihr eine Kette aus Lapislazuli. In einem zweiten Brief beklagt sich derselbe Herrscher, dass Meritaton sich nicht um seine Gesundheit sorge.
Während der Regierungszeit ihres Vaters war sie die am häufigsten dargestellte und erwähnte der sechs Töchter. Ihre Figur ist auf Gemälden in Tempeln, Gräbern und privaten Kapellen zu sehen. Meritaton taucht nicht nur auf den für die Amarna-Zeit typischen Darstellungen des Familienlebens des Pharaos auf, sondern auch auf Bildern von offiziellen Zeremonien.
Spät während Echnatons Herrschaft tauchen in Inschriften zwei Prinzessinnen auf – Meritaton Tascherit und Anchesenpaaton Tascherit –, deren Herkunft unklar ist. Mitunter wird vermutet, dass Meritaton die Mutter mindestens einer der beiden war.
Nach spärlicher Zeugnislage wurde sie Große königliche Gemahlin des Nachfolgers ihres Vaters, Semenchkare. Gemeinsam mit ihm wird sie im Grab des königlichen Schreibers Meryre II dargestellt. Da die Chronologie der letzten Jahre der Amarna-Zeit unklar ist, gilt wenig über ihre Zeit als Gemahlin Semenchkares als gesichert. Forschungsansätze schreiben Meritaton eine wichtige Rolle zu. Der Ägyptologe Marc Gabolde vertritt die Theorie, dass sie selbst als Pharaonin geherrscht haben könnte, eventuell unter dem Namen Neferneferuaton. Ein Großteil des Grabschatzes von Tutanchamun (KV62) sei auf Basis neuer Untersuchungen nicht für ihn, sondern für seine älteste Schwester Meritaton bestimmt gewesen. Entfernte und neu eingravierte Namenskartuschen könnten bedeuten, dass es vor Tutanchamun noch eine Pharaonin gegeben hat. Meritaton/Neferneferuaton hätte in dieser Deutung nach dem Tod ihres Vaters für ihren unmündigen Bruder regiert. Sie wird immer wieder in Zusammenhang mit dem in Manethos Aegyptiaca erwähnten Pharao „Akenkeres“ gebracht.
Außerdem wird vermutet, dass sie in der Daḫamunzu-Affäre die ungenannte Königin sein könnte. Ihr weiteres Leben und ihr Ende sind unbekannt.

## Dokumentationen
- Tutanchamun, Neues aus dem Grab, ARTE Dokumentarfilm von Frédéric Wilner mit Marc Gabolde, Professor an der Universität Montpellier und Experte für das Tutanchamon-Grab, Dimitri Laboury, Professor an der Universität Lüttich und weltweit anerkannter Experte der Amarna-Zeit, und Christian Loeben, Ägyptologe im Landesmuseum Hannover. (Frankreich, 2018, 92 Min.)